# (31862) Garfinkle
2000 EY70 (asteroide 31862) é um asteroide da cintura principal. Possui uma excentricidade de 0.13662400 e uma inclinação de 8.64697º.
Este asteroide foi descoberto no dia 11 de março de 2000 por CSS em Catalina.